# آرا ماليكيان
آرا ماليكيان (بالأحرف اللاتينية Ara Malikian، باللغة الأرمنية Արա Մալիքյան) هو موسيقي لبناني من أصل أرمني وعازف كمان عالمي شهير. ولد في لبنان عام 1968، ودرس في (Hochschule für Musik, Theater und Medien Hannover) في ألمانيا وكان عمره 15 سنة عند انخراطه كأصغر تلميذ في تاريخ المعهد، ومن ثم تابع تحصيله الموسيقي في (Guildhall School of Music and Drama) في لندن والمعروف بـ مدرسة جيلدهول.
سجّل آرا ماليكيان (ويكتب اسمه الأول أيضاً أرا أو آرا) عدداً كبيراً من الإسطوانات في موسيقى الجاز ويعزف خليطاً من الموسيقى العربية والشرقية، والموسيقى الأرمنية والكليزمير، والموسيقى اللاتينية من تانغو وفلامنكو. له عشرات الإسطوانات وشارك في العديد من الإصدارات كموسيقي ضيف. كما ألّف وعزف في موسيقى الأفلام لمخرجين بيدرو المودوبار إميليو أراغون وغيرهما.

## الألبومات
- 1995: Le quattro stagioni
- 1996: 750 Jahre Wölpinghausen
- 1996: Miniatures
- 1997: Bow on the String
- 1999: 500 motivaciones
- 2000: All Seasons for Different
- 2000: Robert Schumann
- 2002/2004: Manantial
- 2003: 24 Caprices for Solo Violin by Paganini
- 2003: Sarasate
- 2003: Six Sonatas for Solo Violin by Ysaÿe
- 2003: Sonatas and Partitas for Solo Violin by Bach
- 2004: El arte del violín
- 2004: The Four Seasons by Vivaldi
- 2005: De la felicidad
- 2005: De los Cobos / Montsalvatge
- 2006: Tears of Beauty
- 2007: Meeting with a friend
- 2007: Lejos
- 2010: Conciertos románticos españoles de violín (Orquesta sinfónica de Castilla & León-Alejandro Posada & Ara Malikian)
- 2011: Con los ojos cerrados (Ara Malikian & Fernando Egozcue Quinteto)
- 2011: Christmas mood
- 2013: Pizzicato

## وصلات خارجية
- آرا ماليكيان على موقع IMDb (الإنجليزية)
- آرا ماليكيان على موقع ميوزك برينز (الإنجليزية)
- آرا ماليكيان على موقع أول ميوزيك (الإنجليزية)
- آرا ماليكيان على موقع ديسكوغز (الإنجليزية)